# Marija na Zilji
Marija na Zilji (nemško Maria Gail) je vaško naselje na jugovzhodnem obrobju Beljaka na rečni terasi ob izlivu Zilje v Dravo na Koroškem.
Kraj je sedež pomembne župnije in je zaradi bližnjega Baškega jezera privlačen za turizem.
V starih listinah se kraj omenja kot »župnija Marije pri Beljaku«  v listini (1136–1184), v kateri je združena vsebina več starih predlog. Leta 1476 in 1478 so imeli turški vpadniki pri Mariji na Zilji taborišče; opustošili so kraj in cerkev. Do prve avstrijske republike leta 1918 je bil kraj ob meji strnjenega slovenskega ozemlja proti Beljaku in vse do 1935 slovensko govoreča župnija. V srednjem veku je njeno območje segalo vse do Kranjske Gore. Tu je bil letih 1906 do 1919 župnik Franc Ksaver Meško.
Romarska in župnijska cerkev Marija na Zilji obsega romansko ladjo s pravokotnim kornim zvonikom, h kateremu je prizidan poznogotski prezbiterij, na zahodu pa ji je dodano odprto nadstropno preddverje. Imeniten je zlati oltar (sedaj stranski), zanimive so stenske poslikave. Grobovi na pokopališču okoli cerkve še označujejo slovenske grobove. 